# Rivne (Consejo del pueblo Rivne)
Rivne (Consejo del pueblo Rivne) (ucraniano: Рівне (Рівненська сільська рада)) es un pueblo del Raión de Bolhrad en el Óblast de Odesa de Ucrania. Según el censo de 2025, tiene una población de 1157 habitantes.